# Pomponio Algieri
Pomponio Algieri, o de Algerio (Nola, 1531 circa – Roma, 19 agosto 1556), fu una vittima dell'Inquisizione cattolica: rifiutatosi di abiurare la sua fede protestante, fu giustiziato a piazza Navona a Roma per immersione in una caldaia d'olio bollente.

## Biografia
Rimasto orfano giovanissimo del padre Nicola Ambrogio, fu cresciuto dallo zio paterno Giovanni Giacomo. Di nobile famiglia, compiuti i primi studi a Nola, nel Collegio Spinelli, poté trasferirsi a Padova per studiare, in quella prestigiosa Università, teologia, filosofia, medicina e diritto con il professor Matteo Gribaldi il quale, sospettato di essere protestante, nel 1552 si rifugiò a Ginevra. Il de Algerio fu arrestato il 29 maggio 1555: alle prime domande di rito dell'inquisitore fra Girolamo Girello, affermò di chiamarsi «Pomponio de Algerio de NoIa» e di non conoscere il motivo del suo arresto, non riconoscendosi in alcun errore.
Nel successivo costituto del 17 luglio affermò che la Chiesa romana non era la Chiesa universale, ma una chiesa particolare e «nisun christiano restringere se debbe, possendo ogni chiesia particulare in alcune cose errare, et essa chiesia romana in più cose deviare dal vero», come nell'insegnare che il cristiano si salvasse con le opere e «non per il mero sangue de Christo». Negò poi l'autorità del papa, essendo solo Cristo il capo della Chiesa e, riguardo ai sacramenti, negò la transustanziazione, affermando che «in la eucaristia e cena del Signore riceversi veramente la carne e il sangue de Christo, però per spirito e che in quel pane ve sia non solum gli accidenti, ma anche la substanzia de esso pane».
Il 21 luglio 1555 riuscì a far pervenire dal carcere ai suoi compagni di fede una lettera in latino che fu pubblicata per la prima volta in Svizzera nel 1563. In essa Pomponio scrive di aver trovato «miele nelle viscere del leone, amenità nella fossa oscura, tranquillità e speranza di vita nel luogo dell'amarezza e della morte, letizia nel baratro infernale». Nell'ultimo interrogatorio del 28 luglio gli fu chiesto, invano, di rivelare il nome dei suoi compagni, e negò l'esistenza del purgatorio e il culto dei santi, perché «Christo esser mio intercessore et non altri in cielo».
Il 23 maggio 1555 fu eletto papa con il nome di Paolo IV l'inquisitore Gian Pietro Carafa, il quale pretese l'estradizione del de Algerio a Roma. Come scrisse al Consiglio dei Dieci il 24 agosto 1555 l'ambasciatore veneziano a Roma, Domenico Morosini, essendo stato incarcerato «Pompeo da Nolla, heretico pertinace, hora che è nelle carceri, sua santità desiderare che vostre eccellentie diano ordine alli clarissimi rettori di Padoa che favorischino il detto suffraganeo in questo caso et lo espedischino acciò secondo la giustitia sia punito». Il governo veneziano non consegnava i propri cittadini all'Inquisizione e poneva delle difficoltà anche all'estradizione di cittadini di altri stati, come il nolano Pompeo. Il tribunale di Padova non emise alcuna sentenza, ma lo trattenne in carcere, con la giustificazione che intanto potesse «lasciare questa sua ostinazione et forse humor malencholico».
Ma il Senato di Venezia diede il consenso all'estradizione il 14 marzo 1556: il nuovo ambasciatore Bernardo Navagero riferisce, il 19 marzo, dell'esultanza del papa alla notizia della concessione dell'estradizione dello studente: «Sapiate, magnifico ambasciatore, che la Signoria, per la potentia che Dio benedetto gli ha dato ci po far molti piaceri, ma questo è il maggior che potessimo espettar da lei, perché ci va l'honor di Dio, onde la ringratiamo infinitamente et pregamo sua maestà gli rendi merito con accrescergli lo stato quanto ella desidera».
Chiuso nelle carceri del Sant'Uffizio a Roma, Pomponio de Algerio fu sottoposto a un secondo processo – i cui atti sono perduti – durante il quale confermò le sue posizioni e rifiutò di abiurare: dichiarato eretico, fu condannato a morte e la sentenza fu eseguita, il 19 agosto 1556, in piazza Navona. L'ambasciatore di Venezia scrisse ai membri del Consiglio dei Dieci che «quel scolaro da Nola che l'eccellentissime signorie vostre mandorno qui fu un di questi dì in piazza Navona brusciato vivo, con tanta constantia che fece meravigliar ogn'uno. Et intendo che, leggendoseli il processo, disse: "Di gratia, leggetemi la sententia". La qual, udita che hebbe, ringratiando Dio, disse: "Questo è quello ch'ho sempre dimandato dal mio Signor, vivat Dominus meus in aeternum"».
Gli ambasciatori di Venezia e di Mantova, tra gli altri, rimasero meravigliati dell'imperturbabilità di cui diede prova l'Algerio nell'atroce supplizio di essere immerso in una caldaia contenente olio bollente, pece e trementina. In quegli ultimi quindici minuti di vita non emise un lamento e le sue ultime parole furono «Suscipe, Deus meus, famulum et martyrem tuum», "Accogli, mio Dio, il tuo servo e martire".

## Riconoscimenti
Il 28 febbraio 2008 l'Università degli Studi di Padova ha organizzato il primo convegno in ricordo dall'esecuzione di Pomponio De Algerio e ha affisso una targa nell'atrio del Cortile Nuovo in memoria del sacrificio per la libertà religiosa di un suo coraggioso studente.